# Paul Teyssier
Pour l’article ayant un titre homophone, voir Paul Tessier.
Pour les articles homonymes, voir Teyssier.
Paul Teyssier (1915–2002) est un linguiste français, spécialiste de la langue portugaise et de la littérature lusophone. Il est notamment l'auteur de la première grammaire de portugais parue en français, ouvrage qui reste une référence.

## Biographie
Paul Teyssier naît le 12 décembre 1915 à Argentan, dans l'Orne. Son père est médecin.
Ancien élève de l'École normale supérieure, il obtient l'agrégation de grammaire en 1939.
Durant la drôle de guerre, il est mobilisé comme officier ; fait prisonnier par les Allemands à Antony en 1940, il réussit à s'évader.
Il commence sa carrière d'enseignant au lycée Edmond-Perrier de Tulle, en Corrèze, département auquel le lient ses origines familiales.
De 1941 à 1944, il enseigne à l'Institut français de Lisbonne puis s'installe à Porto en tant que directeur de l'Institut français local, poste qu'il occupe jusqu'en 1947.
De retour à Paris, il est nommé chargé de mission à la Direction générale des relations culturelles et techniques du ministère des Affaires étrangères, puis retourne à l'enseignement comme professeur de portugais à l'université de Toulouse. En 1956, il obtient son doctorat ès lettres en soutenant à la Sorbonne une thèse sur La Langue de Gil Vicente.
En 1958, il quitte Toulouse et devient conseiller culturel de l'ambassade de France en Tunisie et chef de la Mission universitaire et culturelle française dans ce pays, poste qu'il occupe jusqu'en 1961. En 1962 il part pour l'Italie où il vient d'être nommé Directeur de l'Institut français de Naples. Il y reste peu de temps car la même année, il est nommé conseiller culturelle de l'ambassade de France à Rome et chef de la Mission universitaire et culturel le française en Italie.
Il quitte l'Italie en 1967 et se rend au Sénégal, où il vient d'être nommé recteur de l'université de Dakar.
En 1971, il est nommé professeur à l'université Paris-Sorbonne (Paris-IV) où il crée le département de portugais. Il y mène une activité intense partagée entre ses cours, ses séminaires et les diverses responsabilités administratives, non seulement dans l'université mais aussi sur le plan national : directeur de l'Institut d'études ibériques et latino-américaines à l'université Paris-Sorbonne et membre du conseil d'administration de celle-ci ; président du jury national de l'agrégation de portugais et du comité de rédaction du Bulletin des études portugaises et brésiliennes ; membre du Comité national de la recherche scientifique (CNRS) (linguistique générale, langues et littératures étrangères) ; membre du Comité consultatif des Universités pour les langues romanes ; co-responsable (avec Georges Boisvert et José da Silva Terra) de la Formation de troisième cycle d'études portugaises, brésiliennes et de l'Afrique lusophone des universités de Paris-III, Paris-IV et Paris-VIII.
Membre correspondant de l'Académie portugaise des sciences et docteur honoris causa de l'université classique de Lisbonne, il a reçu diverses décorations de France (officier de la Légion d'honneur et de l'ordre national du Mérite), du Portugal (officier de l'ordre de l'Instruction publique du Portugal), d'Italie (ordre du Mérite de la République italienne), du Sénégal (fait commandeur de l'ordre national du Sénégal par le président Léopold Sédar Senghor) et du Brésil (ordre national de la Croix du Sud).
Retraité en 1987, il est nommé professeur émérite à l'université de Paris-Sorbonne.
Paul Teyssier meurt le 10 janvier 2002 à Meudon (Hauts-de-Seine), à l'âge de 86 ans. Il est inhumé dans le caveau familial au cimetière de Condat-sur-Ganaveix, près de Tulle.

## Publications sélectives
- Nous partons pour le Portugal, Presses universitaires de France, 1963.
- Le Portugal, Presses universitaires de France, 1970.
- Manuel de langue portugaise : Portugal–Brésil, Klincksieck, 1976.
- Histoire de la langue portugaise, Presses universitaires de France, 1980.
- Dictionnaire de littérature brésilienne, Presses universitaires de France, 2000.  (ISBN 9782130504399)
- Les Maia d'Eça de Queiroz, introduction, traduction et notes de Paul Teyssier. Éditions Chandeigne, 2015.  (ISBN 9782367321127)
- Esclave à Alger : récit de captivité de João Mascarenhas (1621–1626), traduit du portugais, annoté et présenté par Paul Teyssier. Éditions Chandeigne, 1993 (Broché, 2e édition 1999, 24 cartes & illustrations).  (ISBN 2906462047)
- Voyages de Vasco de Gama : relations des expéditions de 1497–1499 et 1502–1503, traduites et annotées par Paul Teyssier (pour les textes en portugais et en italien) et Paul Valentin (pour les textes en allemand et en flamand), Paris, Éditions Chandeigne, 1995.  (ISBN 2906462195)
- Ludovico de Varthema (notes de : Luís Filipe Thomaz, Gilles Tarabout, Paul Teyssier et Gérard Troupeau (trad. Paul Teyssier, préf. Jean Aubin, avant-propos : Geneviève Bouchon), Le voyage de Ludivico di Varthema en Arabie et aux Indes orientales (1503-1508), Paris, Chandeigne, coll. « Magellane », 2004, 365 p. (ISBN 978-2-906462-67-0, lire en ligne).
- Comprendre les langues romanes : du français à l'espagnol, au portugais, à l'italien & au roumain – Méthode d'intercompréhension (avec Jacqueline Brunet, Jack Schmidely), Éditions Chandeigne, 2004.  (ISBN 2915540012)